# Gleby gruntowo-glejowe
Gleby gruntowo-glejowe powstają wskutek oglejenia pod wpływem procesu postępującego od dołu, w wyniku działania wysokich wód gruntowych (oglejenie oddolne).
Występują zwykle na obszarach z wysokim poziomem wód gruntowych nisko położonych. W terenach górzystych spotykane są na nadmiernie zawilgoconych podnóżach stoków. Powstają z piasków, glin, rzecznych iłów.
W swej budowie są glebami mineralnymi albo organiczno-mineralnymi.